# Gabriel-Elzéar Taschereau
Pour les articles homonymes, voir Taschereau (homonymie).
Gabriel-Elzéar Taschereau, né le 27 mars 1745 à Québec et mort le 18 septembre 1809 à Sainte-Marie-de-la-Nouvelle-Beauce, est un homme politique canadien. Il est député de Dorchester de 1792 à 1796 à la Chambre d'assemblée du Bas-Canada.

## Biographie
Né le 27 mars 1745, il était le fils de Thomas-Jacques Taschereau, premier seigneur de Sainte-Marie-de-Beauce et un des premiers actionnaires des Forges du Saint-Maurice, et de Marie-Claire de Fleury de La Gorgendière (fille de Joseph de Fleury de La Gorgendière). Il épouse en premières noces à Québec Marie Louise Élisabeth Bazin le 26 janvier 1773 et, en secondes noces, à Beauport, le 3 novembre 1789, Louise-Françoise Juchereau Duchesnay, fille d'Antoine Juchereau Duchesnay et de Julie-Louise Liénard. Il meurt à Sainte-Marie-de-Beauce le 18 septembre 1809.

### Invasion du Québec
Le 14 août 1775, Taschereau est nommé capitaine aide-major de la milice canadienne. La levée d'un bataillon, qui deviendra le régiment de la Chaudière, est rendu nécessaire par l'arrivée imminente des insurgés américains désirant annexer la province britannique de Québec. Basé à Québec, il passe en revue les troupes en septembre. Le 31 décembre 1775, il participe à la bataille de Québec, une victoire britannique décisive. Après le retrait des Américains, François Baby, Jenkin Williams et lui rédigent un rapport d'enquête sur l'étendue de l'appui des Canadiens à la cause américaine. Sa fidélité au pouvoir britannique lui vaut d'être nommé au Conseil législatif du Bas-Canada en 1798.

### Député et fonctionnaire
De 1792 à 1796, il est le premier à occuper le siège de député de Dorchester n° 1 à la jeune Chambre d'assemblée du Bas-Canada. Il est ensuite nommé grand voyer du district de Québec en 1794 et surintendant des Postes de relais de la colonie en 1802.
Le 16 février 1789, il est à Sainte-Geneviève-de-Batiscan pour assister au mariage de Louis Fleury de Lagorgendière, écuyer, seigneur de Deschambault, Fleury de Nouvelle-Beauce et autres lieux, et de Marie-Amable Aubry, fille de François et de Cécile Groulx. Il signe son nom au bas de l'acte et se dit commissaire de Paix.

## Généalogie

Registres de l'état civil du Québec.
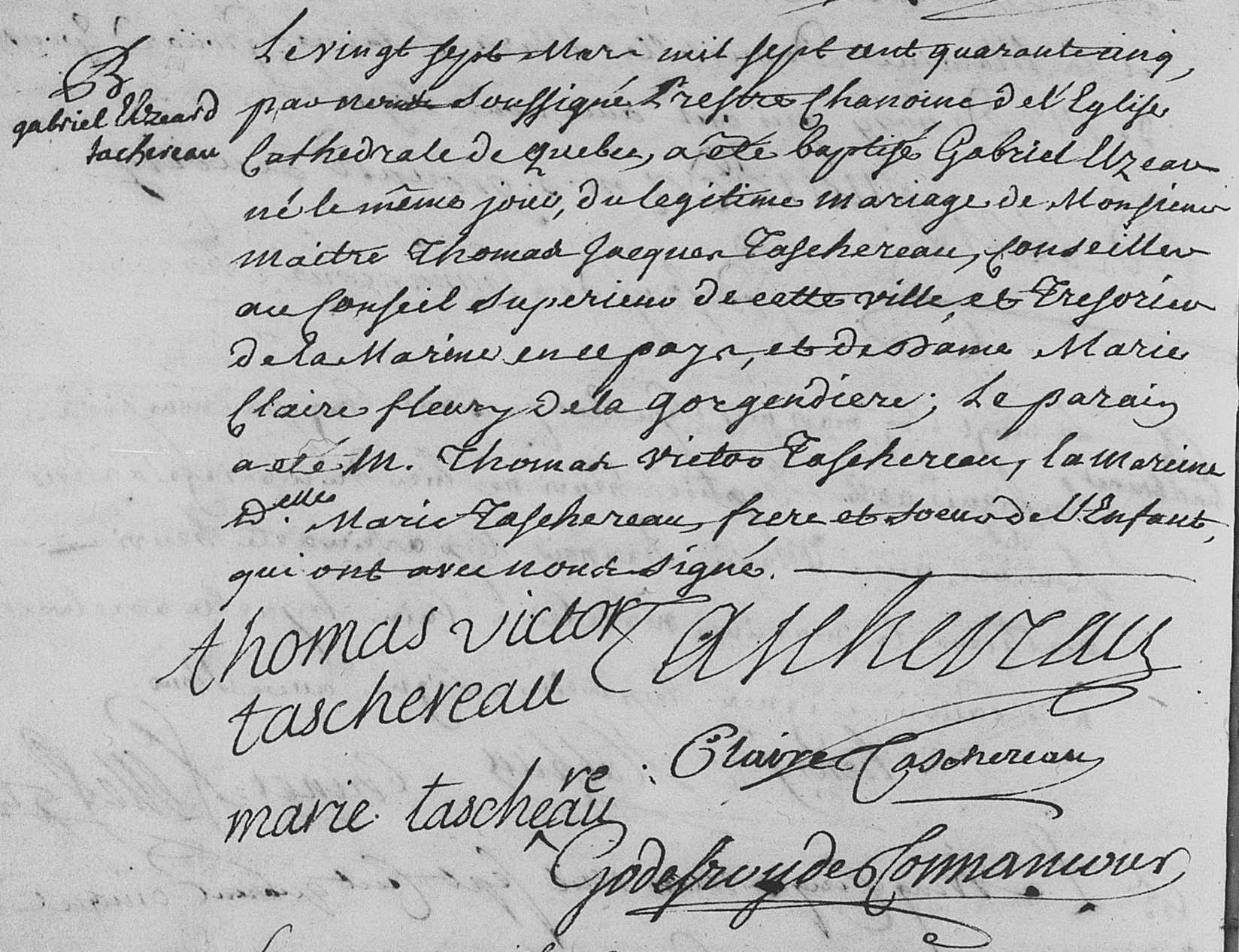
Acte de baptême de Gabriel Elzeard Tachereau. 27 mars 1745. Paroisse Notre-Dame-de-Québec de la ville de Québec.
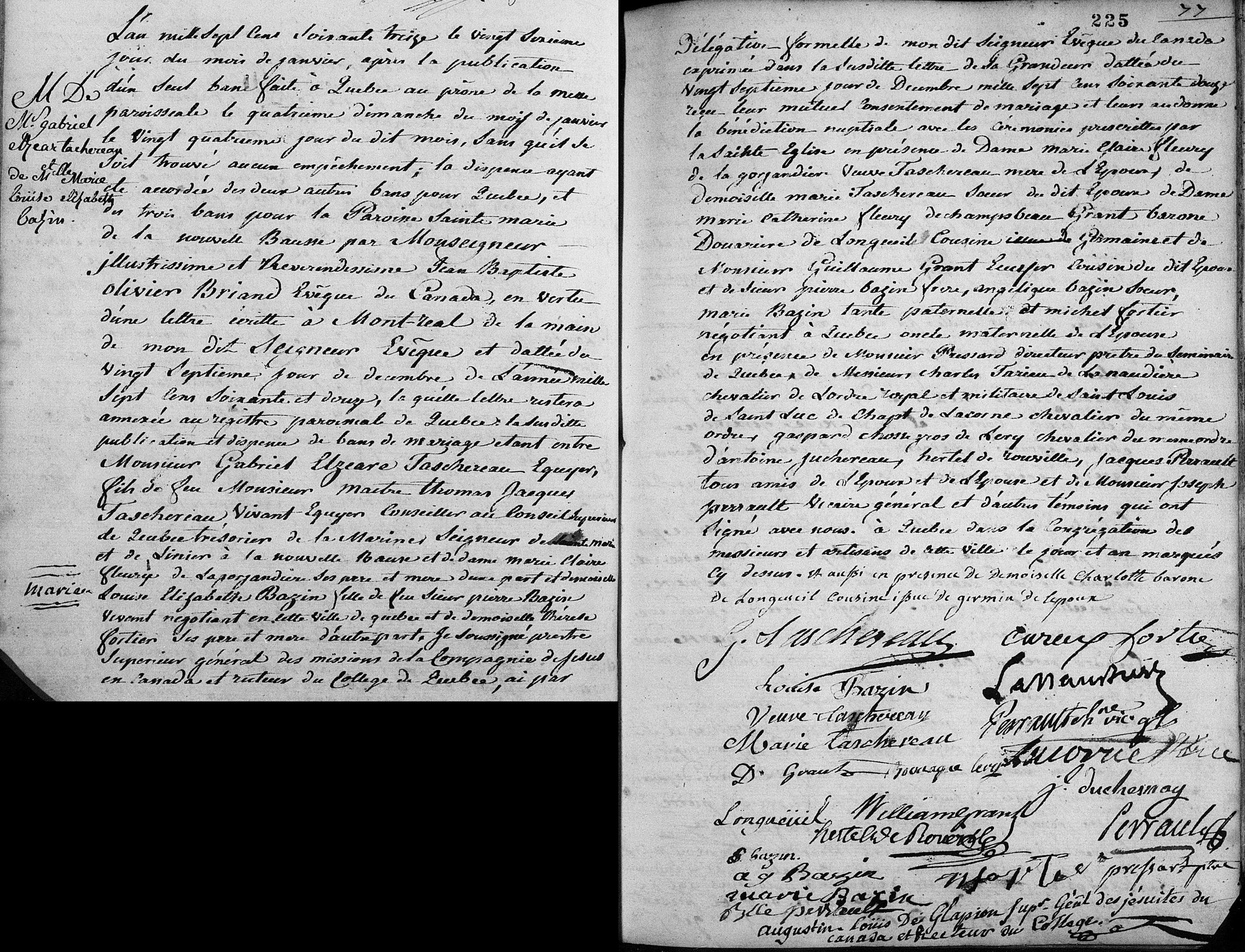
Acte de mariage entre Gabriel Elzeare Taschereau et Marie Louise Elizabeth Bazin. 26 janvier 1773. Paroisse Notre-Dame-de-Québec de la ville de Québec.
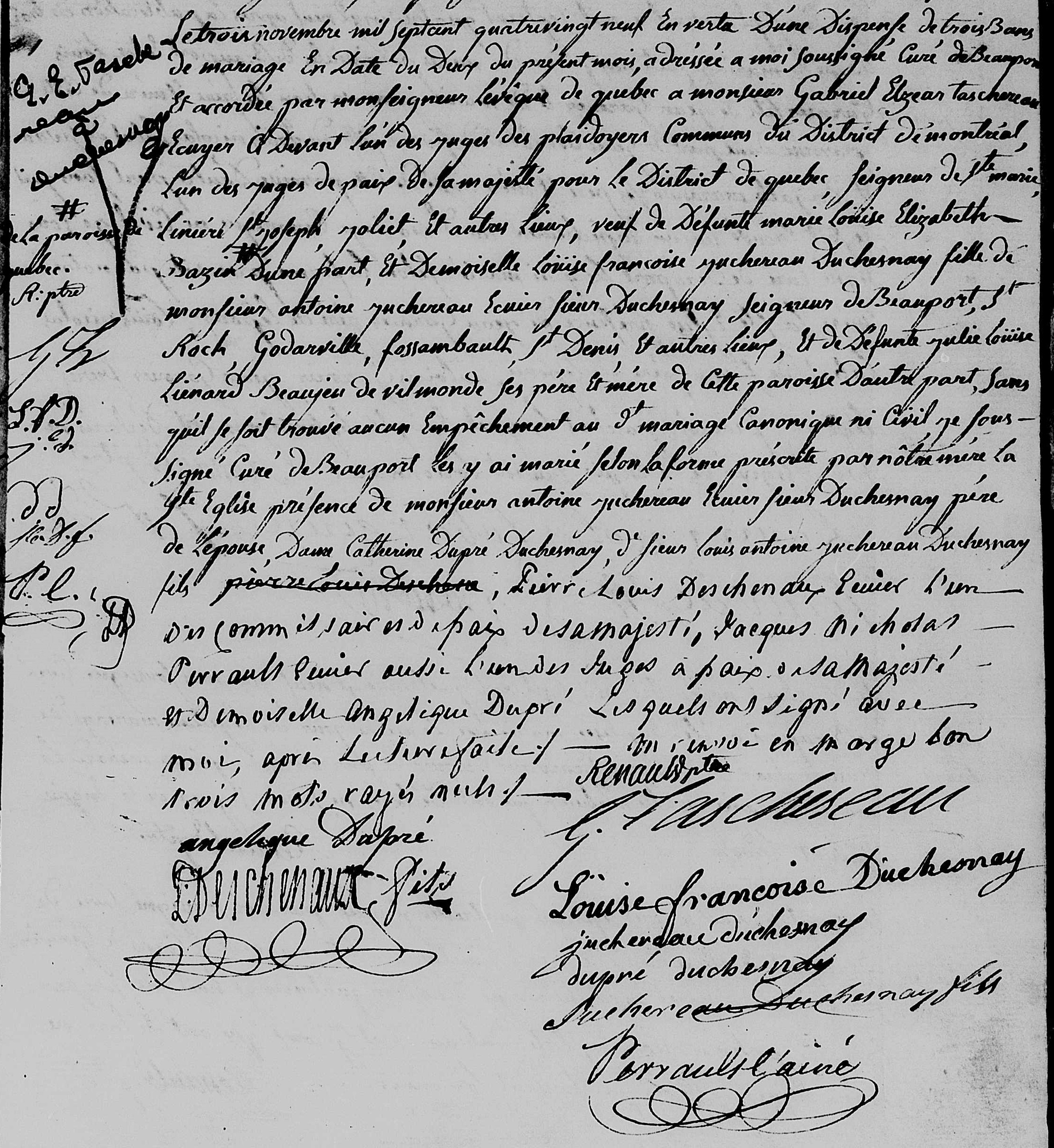
Acte de mariage entre Gabriel Elzear Taschereau et Loüise Francoise Juchereau Duchesnay. 3 novembre 1789. Paroisse Notre-Dame-de-la-Nativité-de-Beauport de la ville de Beauport.
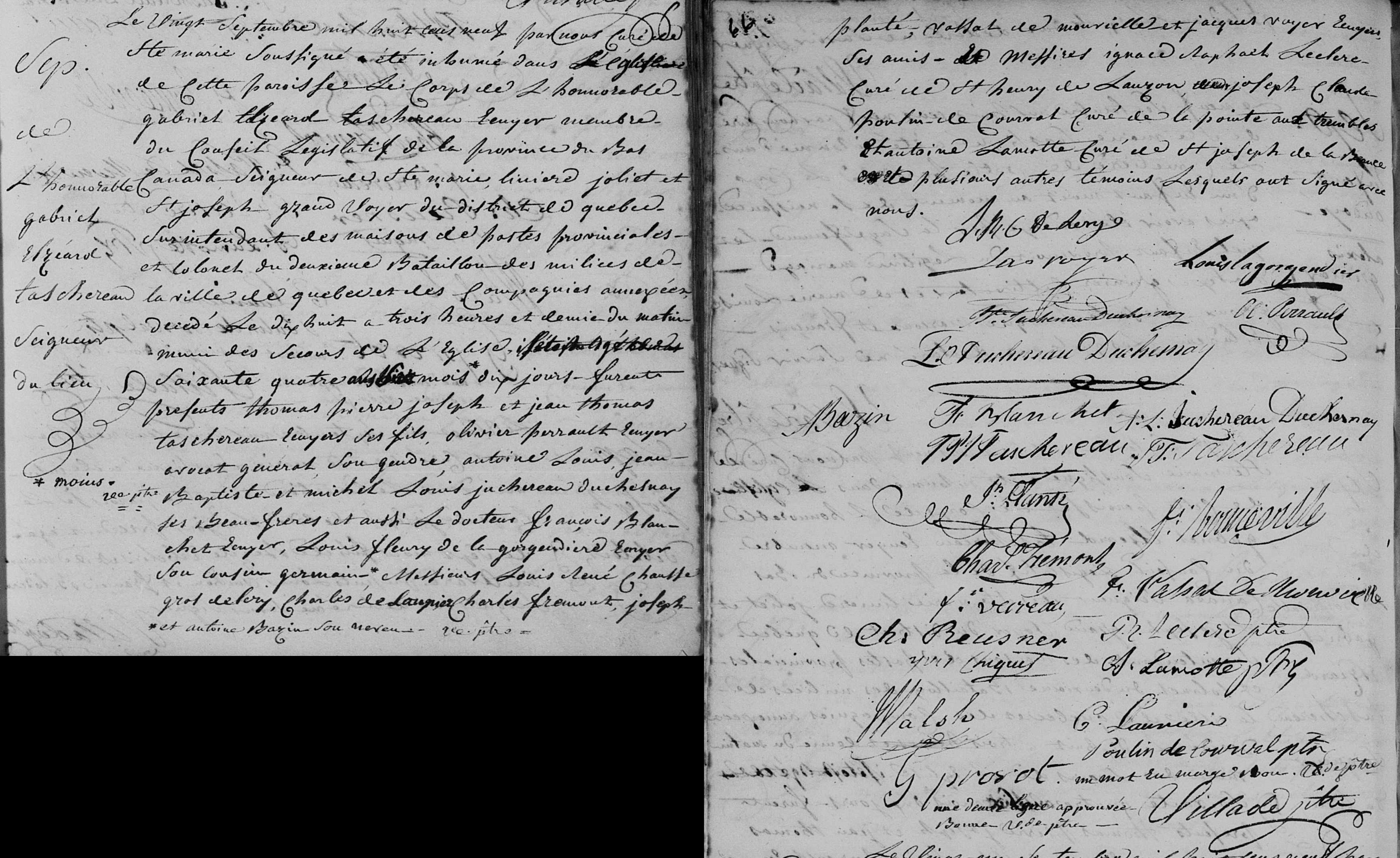
Acte de sépulture de Gabriel Elzéard Taschereau. 20 septembre 1809. Paroisse Sainte-Marie-de-Beauce de la ville de Sainte-Marie.